# АС Ливорно Калчо
Асочационе Спортива Ливорно Калчо (на италиански: Associazione Sportiva Livorno Calcio) е италиански футболен клуб от град Ливорно, основан през 1915 г., който се състезава в италианската втора дивизия Серия Б. Цвета на отбора е тъмно червен, откъдето идва и прозвището им (Amaranto), а домакинските си мачове играе на стадио Армандо Пики.
Най-доброто класиране на Ливорно датира през сезон 1942 – 43, когато остават втори в Серия А.

## История
Основан като УС Ливорно през 1915 г., отбора завършва втори през сезон 1919 – 20, когато е победен на финала от ФК Интер. Година по-късно са победени на полуфиналите от архивраговете Пиза Калчо. През 1933 г., Ливорно започва да играе домакинските си срещи на сегашния стадион, който по това време е носел името Еда Мусолини – дъщеря на Бенито Мусолини. През сезон 1942 – 43 завършват втори, а през 1949 г. изпадат в Серия Б, а малко по-късно и в Серия Ц. Завръщането във втората италианска дивизия идва през 1955 г., но то трае само един сезон. През 1991 г. Ливорно играят в петото ниво на италианския футбол, като два последователни успеха ги връщат в Серия Ц2. През 1997 г. достигат Серия Ц1, а две години по-късно са закупени от сегашния собственик Алдо Спинели. Изминали са 55 години до завръщането в Серия А, което идва през сезон 2003 – 04, а следващата година за изненада на всички Ливорно приключва на 9-о място, а Кристиано Лукарели става голмайстор на шампионата. През сезон 2006 – 07 Ливорно записва първото в историята си участие в турнира на УЕФА, а година по-късно отново изпада от прима ешелона. През 2009 – 10 се завръща, но само за конкретния сезон. Историята се повтаря и през 2013 – 14.

## Успехи
- Серия Б: 2

1932 – 1933, 1936 – 1937
- Серия Ц: 2

1954 – 1955, 1963 – 1964

## Известни играчи
- Марко Амелия
- Франческо Коко
- Джорджо Киелини
- Кристиано Лукарели
- Викаш Дорасо

## Български футболисти
- Андрей Гълъбинов: 2011/15 - (31 мача - 6 гола)